# Église Saint-Nicolas de Braljina
Pour les articles homonymes, voir Église Saint-Nicolas.
L'église Saint-Nicolas de Braljina (en serbe cyrillique : Црква Светог Николе у Браљини ; en serbe latin : Crkva Svetog Nikole u Braljini) est une église orthodoxe serbe située à Braljina, dans le district de Rasina et dans la municipalité de Ćićevac en Serbie. Elle est inscrite sur la liste des monuments culturels de grande importance de la république de Serbie.

## Localisation
L'église se trouve sur la rive droite de la Morava méridionale, à environ 5 km à l'est de Stalać.

## Historique
Elle est mentionnée pour la première fois dans la charte de fondation du monastère de Ravanica qui date de 1377, ce qui signifie qu'elle a été construite avant ce monastère. Le style des fresques conservées, typique de la seconde moitié du XIVe siècle, confirme cette datation. L'édifice a reçu son apparence actuelle en 1820.

## Architecture
L'église d'origine était constituée d'une nef unique prolongée par une grande abside demi-circulaire ; de part et d'autre de l'autel se trouvaient deux chapelles, l'une pour la proscomidie, l'autre pour le diakonilon, elles aussi probablement demi-circulaires. Au moment de la rénovation du XIXe siècle, une coupole octogonale reposant sur un tambour soutenu par des piliers a été ajoutée à l'édifice. Trois ouvertures ont été pratiquées au niveau du tambour, une dans la zone de l'autel et une autre dans le mur sud. L'église est construite en moellons et en pierre de taille ; les voûtes et la coupole sont construites en tuffeau.

## Mobilier
À l'intérieur, les fresques ont été retouchées lors de la restauration de 1820 et, vraisemblablement, d'autres fresques sont encore dissimulées sous l'enduit en plâtre qui recouvre les murs. L'église abrite une iconostase « sans valeur artistique » particulière.

## Patrimonialité
Cette église est inscrite sur la liste des monuments culturels de grande importance de la république de Serbie (identifiant no SK 975),,.